# MTV Entertainment Studios
MTV Entertainment Studios est une entreprise américaine de production cinématographique et télévisée de MTV Entertainment Group, filiale du groupe ViacomCBS. 
La branche télévisée a été fondée en 1991, sous le nom MTV Productions puis MTV Studios, et la branche cinéma en 1996, sous le nom MTV Films, elles étaient à l'origine indépendante l'une de l'autre. En 2020, les deux branches fusionnent pour devenir une seule et même entreprise.
Elle produit et co-produit principalement des programmes télévisés pour les chaînes et services du groupe ViacomCBS ainsi que des films et documentaires, principalement distribués par le studio Paramount Pictures ou le service Paramount+, appartenant au même groupe. Néanmoins, elle produit également parfois des programmes pour des entreprises extérieures au groupe ViacomCBS.

## Filmographie

### Films

#### Années 1990
- 1996 : Bienvenue chez Joe (Joe's Apartment) de John Payson
- 1996 : Beavis et Butt-Head se font l'Amérique (Beavis and Butt-Head Do America) de Mike Judge
- 1998 : Un cadavre sur le campus (Dead Man on Campus) d'Alan Cohn
- 1999 : American Boys (Varsity Blues) de Brian Robbins
- 1999 : 200 Cigarettes de Risa Bramon Garcia
- 1999 : L'Arriviste (Election) d'Alexander Payne
- 1999 : South Park, le film : Plus long, plus grand et pas coupé (South Park: Bigger, Longer and Uncut) de Trey Parker (crédité Comedy Central Films)
- 1999 : The Wood de Rick Famuyiwa

#### Années 2000
- 2000 : The Original Kings of Comedy de Spike Lee
- 2001 : Save the Last Dance de Thomas Carter
- 2001 : Pootie Tang de Louis C.K.
- 2001 : Zoolander de Ben Stiller (crédité VH1 Films)
- 2002 : Orange County de Jake Kasdan
- 2002 : Crossroads de Tamra Davis
- 2002 : Martin Lawrence Live: Runteldat de David Raynr
- 2002 : Jackass, le film (Jackass: The Movie) de Jeff Tremaine
- 2003 : Better Luck Tomorrow de Justin Lin
- 2003 : The Fighting Temptations de Jonathan Lynn
- 2003 : Tupac: Resurrection de Lauren Lazin
- 2004 : Les Notes parfaites de Brian Robbins
- 2004 : Napoleon Dynamite de Jared Hess
- 2005 : Coach Carter de Thomas Carter
- 2005 : Mi-temps au mitard (The Longest Yard) de Peter Segal
- 2005 : Hustle and Flow de Craig Brewer
- 2005 : Murderball d'Henry-Alex Rubin et Dana Adam Shapiro
- 2005 : Réussir ou mourir (Get Rich or Die Tryin') de Jim Sheridan
- 2005 : Æon Flux de Karyn Kusama
- 2006 : Strangers with Candy de Paul Dinello (crédité Comedy Central Films)
- 2006 : Broken Bridges de Steven Goldmann (crédité CMT Films)
- 2006 : Jackass: Number Two de Jeff Tremaine
- 2006 : Save the Last Dance 2 de David Petrarca
- 2007 : Écrire pour exister (Freedom Writers) de Richard LaGravenese
- 2007 : Alerte à Miami : Reno 911 ! (Reno 911!: Miami) de Robert Ben Garant (crédité Comedy Central Films)
- 2007 : Les Rois du patin (Blades of Glory) de Will Speck et Josh Gordon
- 2007 : Beneath de Dagen Merrill
- 2008 : How She Move de Ian Iqbal Rashid
- 2008 : Stop-Loss de Kimberly Peirce
- 2008 : The Foot Fist Way de Jody Hill
- 2009 : Dance Movie (Dance Flick) de Damien Dante Wayans

#### Années 2010
- 2010 : The Drawn Together Movie: The Movie! de Greg Franklin (crédité Comedy Central Films)
- 2010 : Jackass 3 (Jackass 3D) de Jeff Tremaine
- 2011 : Justin Bieber: Never Say Never de Jon Chu
- 2011 : Kevin Hart: Laugh at My Pain de Leslie Small et Tim Story (crédité Comedy Central Films)
- 2011 : Footloose de Craig Brewer
- 2012 : Katy Perry, le film : Part of Me (Katy Perry: Part of Me) de Dan Cutforth et Jane Lipsitz
- 2013 : Hansel et Gretel : Witch Hunters (Hansel & Gretel: Witch Hunters) de Tommy Wirkola
- 2013 : Bad Grandpa de Jeff Tremaine
- 2015 : Projet Almanac de Dean Israelite
- 2019 : Eli de Ciarán Foy
- 2019 : Gay Chorus Deep South de David Charles Rodrigues

#### Années 2020
- 2020 : 76 Days de Hao Wu et Weixi Chen (distribution uniquement, via MTV Documentary Films)
- 2020 : Finding Yingying de Jiayan Shi (distribution uniquement, via MTV Documentary Films)
- 2021 : 17 Blocks de Davy Rothbart (distribution uniquement, via MTV Documentary Films)
- 2021 : Pink Skies Ahead de Kelly Oxford (distribution uniquement)
- 2021 : Madame X de Ricardo Gomes et SKNX
- 2021 : Ascension de Jessica Kingdon (distribution uniquement, via MTV Documentary Films)
- 2022 : Jackass Forever de Jeff Tremaine
- 2022 : Three Months de Jared Frieder
- 2022 : Beavis and Butt-Head Do the Universe de John Rice et Albert Calleros
- 2023 : Teen Wolf: The Movie de Russell Mulcahy
- 2023 : The Eternal Memory de Maite Alberdi (distribution uniquement, via MTV Documentary Films)
- 2023 : Finestkind de Brian Helgeland
- 2023 : Pay or Die de Rachael Dyer et Scott Alexander Ruderman (distribution uniquement, via MTV Documentary Films)
- 2024 : Jodie de Grace Nkenge Edwards

### Séries télévisées

#### Années 1990
- 1991-1995 : Æon Flux
- 1993-2011 : Beavis et Butt-Head (Beavis and Butt-Head)
- 1994-1995 : The Brothers Grunt
- 1994-1996 : The Head
- 1995 : The Maxx
- 1997-2002 : Daria
- 1997 : Hitz
- 1997-1998 : Jenny
- 1997 : Apartment 2F
- 1997-1998 : Austin Stories
- 1998 : Three
- 1998-2007 : Celebrity Deathmatch
- 1999-2002 : Undressed
- 1999 : Downtown
- 1999 : Station Zero

#### Années 2000
- 2000-2001 : 2gether: The Series
- 2000-2003 : Jackass
- 2001 : La Clique (Undergrads)
- depuis 2002 : Crank Yankers
- 2002-2003 : Clone High
- 2002-2003 : 3-South
- 2006 : Where My Dogs At?
- 2007 : Friday: The Animated Series
- 2007 : Kaya
- 2009 : Valemont

#### Années 2010
- 2010-2012 : Ugly Americans
- 2010-2011 : Hard Times (The Hard Times of RJ Berger)
- 2011-2017 : Teen Wolf
- 2011-2016 : Awkward
- 2011-2012 : I Just Want My Pants Back
- 2011 : Death Valley
- 2011 : Good Vibes
- 2011 : Skins
- 2012 : The Inbetweeners
- 2012-2013 : Underemployed
- 2013 : Zach Stone Is Gonna Be Famous
- 2014-2016 : Faking It
- 2014-2015 : Finding Carter
- 2014 : Happyland
- 2015 : Eye Candy
- 2015-2016 : Scream (saisons 1 et 2)
- 2016-2017 : Sweet/Vicious
- 2016-2017 : Les Chroniques de Shannara (The Shannara Chronicles)
- 2016-2017 : Loosely Exactly Nicole
- 2016 : Mary + Jane
- depuis 2019 : South Park (depuis saison 23)

#### Années 2020
- depuis 2020 : Emily in Paris
- 2020 : Reno 911, n'appelez pas ! (Reno 911!)  (saison 7)
- 2021 : Younger (saison 7)
- depuis 2020 : Awkwafina Is Nora from Queens (depuis saison 2)
- depuis 2021 : Yellowstone (depuis saison 4)
- depuis 2021 : The Other Two (depuis saison 2)
- depuis 2021 : Mayor of Kingstown
- 2021-2022 : 1883
- depuis 2021 : South Side (depuis saison 2)
- depuis 2022 : Fairview
- 2022 : Uncoupled
- depuis 2022 : Tulsa King
- 2022 : George and Tammy
- depuis 2022 : 1923
- 2023 : Wolf Pack
- depuis 2023 : Digman!
- 2023 : Waco : L'Après (Waco: The Aftermath)
- 2023 : Opérations Spéciales : Lioness (Special Ops: Lioness)
- 2023 : Lawmen : L'Histoire de Bass Reeves (Lawmen: Bass Reeves)
- depuis 2024 : Everybody Still Hates Chris
- 2024 : The Agency
- 2025 : MobLand